# Leptoneta olivacea
Leptoneta olivacea är en spindelart som beskrevs av Simon 1882. Leptoneta olivacea ingår i släktet Leptoneta och familjen Leptonetidae.
Artens utbredningsområde är Frankrike. Inga underarter finns listade i Catalogue of Life.